# Tweede Slag bij de Aisne
Het Nivelle-offensief, ook de Tweede Slag aan de Aisne genoemd was een Frans offensief van 16 april tot 9 mei 1917, onder leiding van de pas tot opperbevelhebber gepromoveerde Robert Nivelle. Hij beloofde een doorbraak aan het Westfront zonder veel verliezen hoeven te lijden. De aanval liep echter op niets uit en was de oorzaak van grootschalige muiterijen in het Franse leger.
Generaal Nivelle plande een offensief aan de rivier de Aisne tussen de steden Reims en Soissons, waartussen de beruchte Chemin des Dames gelegen was. Het Duitse front hier moest binnen twee dagen volledig doorbroken worden met behulp van een kruipende barrage. Vlak hierna zou de infanterie de laatste werkjes afmaken. Eens de doorbraak bewerkstelligd was, zouden alle beschikbare reserves door dat gat gestuurd worden.

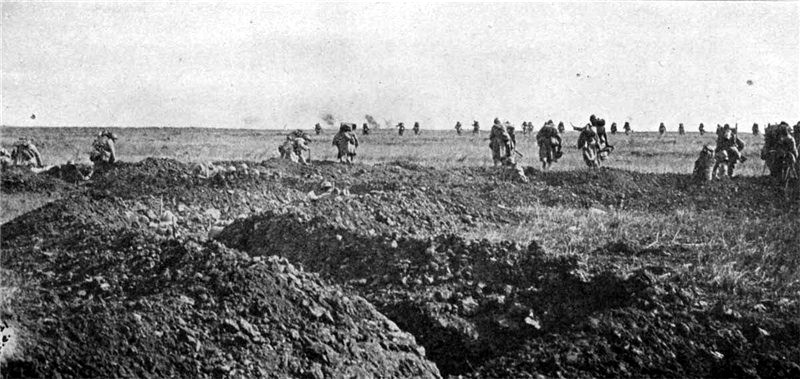
Franse aanval bij de Chemin des Dames

In maart leek het offensief uitgesteld te worden: de Duitsers trokken zich achter de pas aangelegde Hindenburglinie terug. Hierdoor viel een deel van het aanvalsfront in feite weg, maar Nivelle wou koste wat kost de aanval starten.
Na een voorbereidend artilleriebombardement van 10 dagen, waardoor het verrassingseffect vervloog, begonnen op 16 april de eerste infanterieaanvallen. Er werd slechts langzaam vooruitgang geboekt. De kruipende barrage zou zich voor het voetvolk moeten bevinden, maar hier liep de infanterie ver voorop en zonder artilleriesteun waren verdere aanvallen eigenlijk gedoemd vast te lopen op het Duitse mitrailleurvuur. Een bijkomende oorzaak van dit gebeuren kan ook gevonden worden in een lek in de Franse beveiliging: enkele weken voor de aanval konden de Duitsers een loopgraaf op de Fransen veroveren. In een bunker, hieraan verbonden, lag een volledig uitgewerkt plan van de nakende aanval. Hierdoor waren de Duitsers in staat te weten waar, wanneer en hoe het offensief zou plaatsvinden. Waar de Franse hoofdmacht aanviel, hadden de Duitsers hun verdediging het meest versterkt.
Ook het gebruik van de nieuwe zware Schneidertanks en Saint-Chamondtanks liep niet gesmeerd. Ze leden enorm onder mechanische storingen, bleven vaak in granaattrechters vaststeken en werden vervolgens als kanonnenvoer door de Duitse artillerie vermorzeld.
Heel kort werd echter de beoogde doorbraak gerealiseerd, maar de reserves die door dat gat gestuurd moesten worden, kwamen vast te zitten in lange files. Het was van korte duur: het gat werd door ijlings aangevoerde Duitse versterkingen gedicht. De Fransen namen 28.000 Duitsers gevangen en namen enkele wapens in beslag, maar vorderden slechts 6 à 7 kilometer.
Het moreel van de doorsnee Franse frontsoldaat, de poilu, dat al laag was, daalde enorm. Grootschalige muiterijen begonnen. De muiters wilden hun land weliswaar blijven verdedigen, maar waren niet meer bereid nog zinloze aanvallen uit te voeren. Ook eisten ze een verbetering van de algehele omstandigheden. Nivelle werd ontslagen en Philippe Pétain, de "held van Verdun " nam zijn plaats in. In juli was de discipline teruggekeerd in het Franse leger.
Luik · Halen · Grenzen · 1ste Marne · Antwerpen · Race naar de Zee · 1ste Ieper · Neuve-Chapelle · 2de Ieper · 2de Artesië · Heuvel 62 · 3de Artesië · Loos · Verdun · Hulluch · Mount Sorrel (Zillebeke) · Somme · Arras · Vimy · 2de Aisne (Nivelle-Offensief) · Mesen · 3de Ieper (Passendale) · Cambrai · Lenteoffensief (Michael · Blücher-Yorck · Gneisenau · Georgette — 4de Ieper · 2de Marne — Rheims-Marneschutz) · Belleaubos · Château-Thierry · Hamel · Honderddagenoffensief